# Robert Kiyosaki
Robert Toru Kiyosaki (Hawaii, 1947. április 8. –) amerikai üzletember, író, tanár.
Leginkább a Gazdag Papa márkanév alatt kiadott Gazdag papa, szegény papa sorozatban megjelent motivációs könyveiről, és egyéb kiadványokról ismert. Eddig 15 könyvet írt, amelyek összesen több mint 26 millió példányban keltek el. Bár a kezdetektől saját maga adta ki műveit, az utánnyomásokat már a Warner Books a Hachette Book Group USA egyik divíziója jelentette meg. Napjainkban a könyvek a Rich Dad Press kiadásában jelennek meg. Egy időben három műve: a Gazdag papa, szegény papa, a Cashflow négyszög és a Gazdag papa befektetési tanácsai is a The Wall Street Journal, USA Today és a New York Times a 10 legjobban eladott könyv között szerepelt. A 2001-ben megjelent, a Gazdag gyerek, okos gyerek azzal a szándékkal készült, hogy a szülők megismertessék gyermekeikkel a pénzügyi alapfogalmakat. Létrehozott ezenkívül három Cashflow asztali, és számítógépes játékot és sok „Gazdag Papa” hanganyagot is.

## Élete
Kiyosaki negyedik generációs japán-amerikai, Hawaii-n született és nőtt fel. Apja Ralph H. Kiyosaki (1919-1991), elszegényedett pedagógus volt. Miután leérettségizett a Hilo Gimnáziumban, a New York-i Amerikai Kereskedelmi Tengerészeti Akadémián tanult tovább, ahol tengerésztiszti végzettséget szerzett 1969-ben. Később a tengerészgyalogság kötelékében mint helikopterpilóta szolgált a vietnámi háborúban. Szolgálataiért ki is tüntették.
1975-ben leszerelt és a Xeroxnál kapott állást, ahol fénymásolókat árult. 1977-ben saját céget alapított, amely elkezdte árulni az első nejlon és tépőzáras „szörfös” pénztárcákat. Kezdeti mérsékelt sikerek után a cég hamarosan csődbe ment. A nyolcvanas évek elején heavy metal rockzenekarok pólóit árulta, majd 1997-ben indította el Cashflow Technologies Inc. nevű cégét, amely birtokolja és kezeli a Rich Dad és a Cashflow brandet.

## Családi élete
Felesége Kim Kiyosaki. Egy nővére van, Emi Kiyosaki, aki tibeti buddhista szerzetesnő, és a Tenzin Kacho Kiyosaki nevet használja. Robert Kiyosakival egy közös könyvük jelent meg.

## Tanításai
Kiyosaki tanításainak nagy része a passzív jövedelmek létrehozását tűzi ki célul, olyan befektetési lehetőségek segítségével, mint például az ingatlanok, vagy különböző üzleti lehetőségek. Az ezekkel való megismerkedés végső célja, hogy az ember képes legyen fenntartani magát kizárólag ilyen forrásokból. Kiyosaki úgy definiálja az „eszközöket” (magyarul kifejezőbb vagyonnak hívni ezeket), mint olyanokat, amelyek bevételt hoznak, azaz pénzt raknak a zsebedbe, mint például a bérbe adott ingatlanok vagy üzletek, míg a „forrásokat” (magyarul kifejezőbb kötelezettségnek hívni ezeket), amelyekhez pénzre van szükség, azaz pénzt vesznek ki a zsebedből, mint például a saját lakás-tulajdon, autó, stb. Kiyosaki véleménye szerint a pénzügyi egyensúly nagyon fontos a gazdaggá válás folyamatában.
Kiyosaki „a pénzügyi műveltséget” a gazdaggá válás módszereinek ismereteként határozza meg. Azt mondja, az életben szükséges ismereteket és képességeket gyakran a gyakorlatban lehet a legkönnyebben megszerezni és vannak olyan fontos leckék, amiket iskolában nem lehet megtanulni. Azt állítja, hogy a formális oktatás főleg azoknak felel meg, akik alkalmazottak vagy egyéni vállalkozók akarnak lenni, ez pedig egy „ipari korba illő gondolat”. Kiyosaki szerint az anyagi önállóság elérése érdekében ma már üzlettulajdonossá, vagy befektetővé kell válni, passzív bevételre kell szert tenni.
Kiyosaki gyakran említi a „Cashflow-négyszöget”, amely egy függőleges és egy vízszintes vonallal négy részre osztott ábra, amellyel az embereket bevételük forrásai alapján osztja fel:
- A: Alkalmazott – Valaki, aki másnak az alkalmazottja.
- E: Egyéni vállalkozó vagy kisebb üzlet tulajdonosa – Valaki, aki a saját maga főnöke.
- C: Cégtulajdonos – Valaki, akinek saját cége van, amivel pénzt keres, általában olyan esetekre használja, amikor a tulajdonos fizikai jelenlétére nincs szükség.
- B: Befektető – Valaki, aki pénzt fektet be, hogy később több pénzt kapjon vissza.

## Könyveiről
Robert Kiyosaki – könyveiben saját állítólagos történetét, sikereit és kudarcait felhasználva – lerombolja a mítoszt, mely szerint a magas jövedelem az egyetlen út a gazdagsághoz. Közérthető módon megmutatja, miért nem várhatjuk az iskolarendszertől, hogy megtanítsa a gyerekeket bánni a pénzzel; elmondja, mit tanítsunk meg gyermekeinknek a pénzről, hogy jobban érvényesüljenek az életben, mint mi.

## Játékok
Kiyosaki szerint a játékok, különösen a Monopoly kiválóan használható az alapvető pénzügyi stratégiák megtanulására, mint például "cserélj el négy zöld házat egy piros hotelre". Kiyosaki több játékot is kitalált a könyveiben szereplő stratégiák alátámasztására:
- Cashflow 101
- Cashflow 202
- Cashflow gyerekeknek
- Cashflow The E-Game
- Cashflow 202 The E-Game

## Üzleti tanácsok
Kiyosaki egy cikkében írja, hogy bármely befektetési alap, amelynek éves költsége 2,5 százalék, hosszú távon a kereset 80%-át az alaphoz juttatja. Később egy másik cikkben továbbfejlesztve az elgondolását, kifejti, szerinte a befektetési alapok "veszteseknek" valók. Sokan kritizálták azt a kijelentését, melyben a befektetési alapba befektetést a lottózáshoz hasonlította és az alkalmazotti megtakarítások befektetését sem támogatta, a legtöbb üzleti tanácsadó véleményével szemben. Ezeknek az állításoknak ellentmondva, Kiyosaki a Gazdag Papa Próféciája című művében azt írja, hogy bár a befektetési alapok nem jelentenek nagy üzleti lehetőséget, de egyikét jelentik a kevés befektetési lehetőségnek, ami nyitva áll az üzleti értelemben képzetlenek előtt.
Kiyosaki véleményét a Vanguard befektetési alap alapítója John C. Bogle is osztotta. A Frontline című műsor "401(k)s: The New Retirement Plan, For Better or Worse" című részében elmondja, a kezelési költségek és levonások 2,5 százalékkal csökkentik a befektető éves hasznát, és 80 százalékkal a hosszútávú profitot.

## Kritika
Kiyosaki könyveit és mondanivalóját többen kritizálják azért, mert anekdotákra koncentrál és kevés konkrét tanácsot ad. Kiyosaki azzal érvel, hogy művei inkább motiváló eszközök, melyek a pénzről gondolkodásra késztetik az olvasókat, mint lépésről lépésre vezető kalauzok a meggazdagodáshoz. Emellett kiemeli, könyveit az olvasó számára "érdekesnek" szánja, ez pedig kizárja a túl sok technikai részlet beemelését.
Kiyosakiról, több könyve megjelenése után derült ki, hogy az általa Gazdag Papának nevezett pénzügyi mentora egy kitalált személy, és ezt később egy interjúban be is vallotta.
Több ingatlan-tanácsadó szerint is tévesek és rosszhiszeműek Kiyosaki ingatlanokkal kapcsolatos tanácsai, és gyakran illegális módszereket javasolnak az olvasóknak, mint például a bennfentes kereskedelem alkalmazását.
2007-ben az Ohio Állami Ingatlan- és Szakmai Engedélyezés Osztálya nyilatkozatot adott ki, amely figyelmeztette az embereket a Kiyosaki által könyveiben és szemináriumaiban hirdetett illegális módszerek miatt. Ennek kapcsán derült ki, hogy a szemináriumokon előadott sikertörténetek sem igazak, a sikeres lakókocsipark-beruházásokról az utánajárások nyomán kiderült, hogy értéktelen, kopár földterületekről van szó.
1990-től 1995-ig könyvei az Amway mlm-hálózat képzési anyagához tartoztak, ami miatt a társszerzője, Sharon Lechter beperelte Kiyosakit. 
Az ABC tévécsatorna 20/20 című műsorában 2006-ban Kiyosakit megbízták, hogy három vállalkozónak adjon tanácsot, hogyan szerezzenek pénzt. A három szereplő fejenként 1000 dollárt kapott, és húsz napjuk volt rá, hogy a lehető legtöbb haszonra tegyenek szert vele. Az első vállalkozó 24 százalékkal növelte tőkéjét, a második 54 százalékkal (utóbbi a teljes összeget jótékonysági célra ajánlotta fel), a harmadik pedig az egészet elvesztette, mert olyan gépet rendelt belőle, amit nem tudtak húsz napon belül leszállítani. A szereplők szerint Kiyosaki soha nem adott konkrét tanácsot. „Csak annyit tesz, hogy felnyitja a szemedet a lehetőségre. Nem mondja el, hogyan kell azt kihasználnod.” Kiyosaki válasza az volt, a kudarcnak fontos szerepe van a tanulásban. A műsor végén a narrátor megkérdezi, „Van olyan, akinek tényleg tizennyolc könyvet kell elolvasnia a kudarc megtanulásához?”
A Wall Street Journal kritizálta a Donald Trumppal közösen írt könyvét a Miért szeretnénk, hogy gazdagodj-ot, ahogy a Kiplinger’s Personal Finance is ezt tette.
Kiyosaki 2015-ben a Fülöp-szigeteken tartott szemináriumain előrejelezte, hogy 2016-ban még nagyobb pénzügyi összeomlás következik be, mint a 2008-as összeomlás. Próféciája nem valósult meg.

## Angol nyelvű (nem teljes) bibliográfia
- If You Want to Be Rich & Happy: Don’t Go to School? : Ensuring Lifetime Security for Yourself and Your Children (1992). ISBN 0-944031-38-2
- Rich Dad, Poor Dad – What the Rich Teach Their Kids About Money – That the Poor and Middle Class Do Not! (first published in 1997), by Robert Kiyosaki & Sharon L. Lechter. Warner Business Books. ISBN 0-446-67745-0
- Cashflow Quadrant: Rich Dad’s Guide to Financial Freedom (2000). ISBN 0-446-67747-7
- Rich Dad’s Guide to Investing: What the Rich Invest in, That the Poor and the Middle Class Do Not! (2000). ISBN 0-446-67746-9
- The Business School for People Who Like Helping People (2001) – endorses multi-level marketing
- Rich Dad’s Rich Kid, Smart Kid: Giving Your Children a Financial Headstart (2001). ISBN 0-446-67748-5
- Rich Dad’s Retire Young, Retire Rich (2002). ISBN 0-446-67843-0
- Rich Dad’s Prophecy: Why the Biggest Stock Market Crash in History Is Still Coming… and How You Can Prepare Yourself and Profit from It! (October, 2002) Warner Books, Incorporated. ISBN 0-641-62241-4
- Rich Dad’s The Business School (2003)
- You Can Choose to be Rich (2003) 12-CD Audio series with booklet
- Who Took My Money (2004)
- Rich Dad, Poor Dad for Teens (2004)
- Rich Dad’s Before You Quit Your Job : 10 Real-Life Lessons Every Entrepreneur Should Know About Building a
- Multimillion-Dollar Business (2005). ISBN 0-446-69637-4
- Rich Dad’s Escape from the Rat Race – Comic for children (2005)
- Rich Dad’s Increase Your Financial IQ: Get Smarter with Your Money (2008)
- Rich Dad’s Conspiracy of the Rich: The 8 New Rules of Money (September 21, 2009). ISBN 0446559806 (free online edition)

## Magyarul megjelent művei
- Robert T. Kiyosaki–Sharon L. Lechter: Gazdag papa, szegény papa. Mit tanítanak a gazdag szülők gyermekeiknek a pénzről, amit a szegények és a középosztálybeliek nem tanítanak meg?; ford. Meskó Krisztina; Bagolyvár, Bp., 1999
- Robert T. Kiyosaki–Sharon L. Lechter: A Cashflow-négyszög. Út az anyagi függetlenséghez. Gazdag papa, szegény papa II. rész; ford. Meskó Krisztina; Bagolyvár, Bp., 2000
- Robert T. Kiyosaki–Sharon L. Lechter: Gazdag papa befektetési tanácsai. Mibe fektetnek a gazdagok, amibe a szegények és a középosztálybeliek nem fektetnek be?; ford. Meskó Krisztina; Bagolyvár, Bp., 2001
- Robert T. Kiyosaki–Sharon L. Lechter: Gazdag gyerek, okos gyerek. Alapozza meg gyermeke pénzügyi sikereit az életben!; ford. Meskó Krisztina; Bagolyvár, Bp., 2002
- Robert T. Kiyosaki–Sharon L. Lechter: Gazdag papa üzleti iskola. Azoknak, akik szívesen segítenek másoknak. A network marketing üzlet további nyolc rejtett értéke – a pénzkereseti lehetőségen felül; ford. Meskó Krisztina; Bagolyvár, Bp., 2002
- Robert T. Kiyosaki–Sharon L. Lechter: Visszavonulni fiatalon és gazdagon. Hogyan gazdagodjunk meg és maradjunk gazdagok?; ford. Meskó Krisztina; Bagolyvár, Bp., 2003
- Robert T. Kiyosaki–Sharon L. Lechter: Gazdag papa próféciája; ford. Meskó Krisztina; Bagolyvár, Bp., 2004
- Robert T. Kiyosaki–Sharon L. Lechter: A adósság-kalauz. Csinálj "jó adósságot" a "rossz adósságból"!; ford. Meskó Krisztina; Bagolyvár, Bp., 2004 (Gazdag papa)
- Robert T. Kiyosaki–Sharon L. Lechter: Ki vette el a pénzem?; ford. Meskó Krisztina; Bagolyvár, Bp., 2005
- Robert T. Kiyosaki–Sharon L. Lechter: Gazdag papa sikertörténetei. Valóságos történetek valóságos emberektől, akik megfogadták a gazdag papa tanácsait; ford. Meskó Krisztina; Bagolyvár, Bp., 2005
- Robert T. Kiyosaki–Sharon L. Lechter: Biztosíts pénzügyi előnyt gyermekeidnek pénzügyi IQ-juk növelésével!; ford. Meskó Krisztina; Bagolyvár, Bp., 2006 (Gazdag papa)
- Robert T. Kiyosaki–Sharon L. Lechter: Mielőtt feladnád az állásodat. 10 gyakorlati lecke, amelyre minden vállalkozónak szüksége van; ford. Meskó Krisztina; Bagolyvár, Bp., 2006
- Donald J. Trump–Robert T. Kiyosaki: Miért szeretnénk, hogy gazdagodj. Két ember – egy üzenet; ford. Hegedűs Péter; Bagolyvár, Bp., 2007
- A gazdagok összeesküvése. A pénz 8 új szabálya; ford. Bak Mihály; Bagolyvár, Bp., 2010 (Gazdag papa)
- Emi Kiyosaki–Robert Kiyosaki: Gazdag fivér, gazdag nővér. Két különböző út Istenhez, a pénzhez és a boldogsághoz; ford. Hegedűs Péter; Bagolyvár, Bp., 2010
- Fejleszd pénzügyi IQ-dat. Bánj okosabban a pénzeddel; ford. Sallay Katalin; Bagolyvár, Bp., 2010 (Gazdag papa)
- Robert T. Kiyosaki–Sharon L. Lechter: Kijutás a mókuskerékből; ford. Meskó Krisztina; Bagolyvár, Bp., 2010 (Gazdag papa)
- Donald J. Trump–Robert T. Kiyosaki: Midaszi érintés. Miért gazdagodik néhány vállalkozó – és a többségük miért nem; ford. Sallay Katalin; Bagolyvár, Bp., 2012
- Gazdag papa, szegény papa fiataloknak. A pénz titkai, amelyeket az iskolában nem tanítanak; ford. Sallay Katalin; Bagolyvár, Bp., 2012
- Tisztességtelen előny. A pénzügyi képzés hatalma; ford. Sallay Katalin; Bagolyvár, Bp., 2012
- A 21. század üzlete; közrem. John Fleming, Kim Kiyosaki közrem; ford. Sallay Katalin; Bagolyvár, Bp., 2014
- Üzleti iskola. A gazdagság elérésének forradalmi módja azoknak, akik szívesen segítenek másoknak és az MLM üzlet 8+3 rejtett értéke a pénzkereseti lehetőségen felül; ford. Sallay Katalin; 2. bőv. kiad.; Bagolyvár, Bp., 2016
- 8 lecke a harctéri vezetésről vállalkozóknak; ford. Náfrádi Zoltán; Bagolyvár, Bp., 2016

## Fordítás
- Ez a szócikk részben vagy egészben  a   Robert_Kiyosaki című angol Wikipédia-szócikk fordításán alapul.  Az eredeti cikk szerkesztőit annak laptörténete sorolja fel. Ez a jelzés csupán a megfogalmazás eredetét és a szerzői jogokat jelzi, nem szolgál a cikkben szereplő információk forrásmegjelöléseként.